# 2026年亞洲室內暨武藝運動會
第六屆亞洲室內暨武藝運動會是將在沙烏地阿拉伯利雅得舉辦的亞洲室內暨武藝運動會。這將是沙烏地阿拉伯首次主辦亞奧理事會賽事，也是2034年亞運會的考驗。

## 招標流程
2021年11月21日，亞奧理事會宣布沙烏地阿拉伯將主辦2025年亞洲室內暨武藝運動會。